# Marjolin ou la Fille manquée

Marjolin ou la Fille manquée est un film muet français réalisé par Louis Feuillade et sorti en 1921.

## Fiche technique
- Réalisateur : Louis Feuillade
- Société de production : Société des Établissements L. Gaumont
- Pays de production :  France
- Format : Noir et blanc — 35 mm — 1,33:1 — Muet
- Date de sortie :
  - France : 3 février 1922

## Distribution
- Georges Biscot